# Лакосамід
Лакосамід (англ. Lacosamide, лат. Lacosamidum) — синтетичний лікарський препарат, який є похідним амінокислот, та належить до протисудомних препаратів. Лакосамід застосовується як перорально, так і внутрішньовенно. Дослідження лакосаміду розпочалися у 1996 році в Університеті Г'юстона Гарольдом Коном і Шрідкаром Андуркаром. Під час цих досліджень встановлено, що модифікована амінокислота має протисудомну активність. Пізніше були синтезовані кілька видів таких амінокислот, із яких найбільш активним виявився саме лакосамід. Ця хімічна сполука була запатентована компанією «Schwarz Pharma» у 2006 році, а після приєднання її до бельгійської компанії UCB вже ця компанія продовжила дослідження препарату, та отримала схвалення його для клінічного застосування.

## Фармакологічні властивості
Лакосамід — синтетичний лікарський препарат, який є модифікованою амінокислотою. Механізм дії лакосаміду відрізняється від механізму дії інших протисудомних препаратів, та полягає у селективному посиленні повільної інактивації вольтаж]залежних натрієвих каналів, що призводить до стабілизації перезбуджених оболонок нейронів та блокує їх повторне збуждення. Наслідком цього є зниження кількості нейронів, що генерують повторні пароксизмальні деполяризаційні зсуви та поступове затихання епілептичного вогнища. Лакосамід також взаємодіє з медіатором колапсину-2 (CRMP2), який за хімічним складом є фосфопротеїном, що експресується переважно в нервовій системі та бере участь у процесах диференціації нейронів та контролі росту аксонів. Препарат має здатність знижувати або сповільнювати розвиток гострої запальної відповіді нервової тканини на черепно-мозкову травму, та покращує функціональні наслідки і зменшує вираженість гістологічних змін нейронального пошкодження на моделях закритих черепно-мозкових травм у лабораторних тварин. Лакосамід застосовується як додатковий препарат для лікування парціальної (фокальної) епілепсії при неефективності або малоефективності інших протисудомних препаратів, зокрема леветирацетаму, карбамазепіну, ламотригіну, топірамату, окскарбазепіну, фенітоїну, вальпроєвої кислоти, фенобарбіталу, габапентину, клоназепаму і зонісаміду. Лакосамід позиціонується як препарат, при застосуванні якого спостерігається незначна кількість побічних ефектів. Експериментально препарат також застосовують для лікування нейропатичного болю при діабетичній нейропатії.

### Фармакокінетика
Лакосамід швидко і добре всмоктується при пероральному застосуванні, максимальна концентрація препарату досягається протягом 0,5—4 годин після прийому препарату. Абсолютна біодоступність препарату при пероральному застосуванні складає майже 100 %. Лакосамід погано (на 15 %) зв'язується з білками плазми крові. Препарат проникає через плацентарний бар'єр, даних за виділення у грудне молоко людини немає. Метаболізується лакосамід у печінці з утворенням неактивних метаболітів. Виводиться препарат із організму із сечею у вигляді неактивних метаболітів або незміненої речовини. Період напіввиведення лакосаміду становить 13 годин, при важких порушеннях функції печінки або період напіввиведення препарату також може збільшуватися.

## Застосування
Лакосамід застосовується як допоміжний препарат для лікування парціальних судомних нападах при епілепсії, як із вторинною генералізацією, так і без неї, у пацієнтів старших 16 років.

## Побічна дія
Лакосамід позиціонується як препарат, при застосуванні якого спостерігається незначна кількість побічних ефектів. Найчастішими побічними явищами при застосуванні препарату є головний біль, запаморочення, нудота, блювання, диплопія, швидка втомлюваність, сонливість, болі в суглобах, атаксія. Щоправда, в 2012 році FDA отримало повідомлення про кілька випадків синдрому Лаєлла після прийому лакосаміду. Іншими побічними явищами при застосуванні препарату є:
- Алергічні реакції та з боку шкірних покривів — шкірний висип, свербіж шкіри, синдром Стівенса-Джонсона, набряк Квінке, кропив'янка.
- З боку травної системи — сухість у роті, запор або діарея, метеоризм, диспепсія.
- З боку нервової системи — агресивна поведінка, порушення рівноваги та координації рухів, приступи судом, тремор, порушення пам'яті, галюцинації, спроби самогубства, парестезії, дизартрія, депресія.
- З боку серцево-судинної системи — фібриляція передсердь, брадикардія, подовження інтервалу PR, AV-блокада.
- Зміни в лабораторних аналізах — агранулоцитоз, підвищення активності ферментів печінки.

## Протипокази
Лакосамід протипоказаний при підвищеній чутливості до препарату, AV-блокаді II або III ступеня, дітям у віці менше 16 років.

## Форми випуску
Лакосамід випускається у вигляді таблеток по 0,05; 0,1; 0,15 та 0,2 г; розчину для прийому всередину із вмістом діючої речовини 10 мг/мл у флаконах по 200 мл; концентрату для приготування інфузій у флаконах по 20 мл із вмістом діючої речовини 10 мг